# مختفون
مُختفون هو برنامج شهري تلفزيوني تبثه القناة الثانية دوزيم في المغرب، ويقوم البرنامج على أساس الإبلاغ عن حالات اختفاء وكذا الإخبار عن العثور عن مختفي، من خلال تقارير و روبورتاجات ميدانية، تنقل حزن الأسر لفقدان قريب أو فرحتها بعد لقائه.